# Анархизм в Канаде
Анархизм в Канаде охватывает широкий спектр анархистской философии, включая анархо-коммунизм, зелёный анархизм, анархо-синдикализм, индивидуалистический анархизм, а также другие менее известные формы. На канадский анархизм оказали влияние мысли из США, Великобритании и континентальной Европы, хотя в последнее время он стал рассматривать североамериканский индигенизм, особенно на Западном побережье. Анархисты остаются в центре внимания СМИ, освещающих протесты против глобализации в Канаде, в основном из-за их столкновений с полицией и уничтожения имущества.

## История

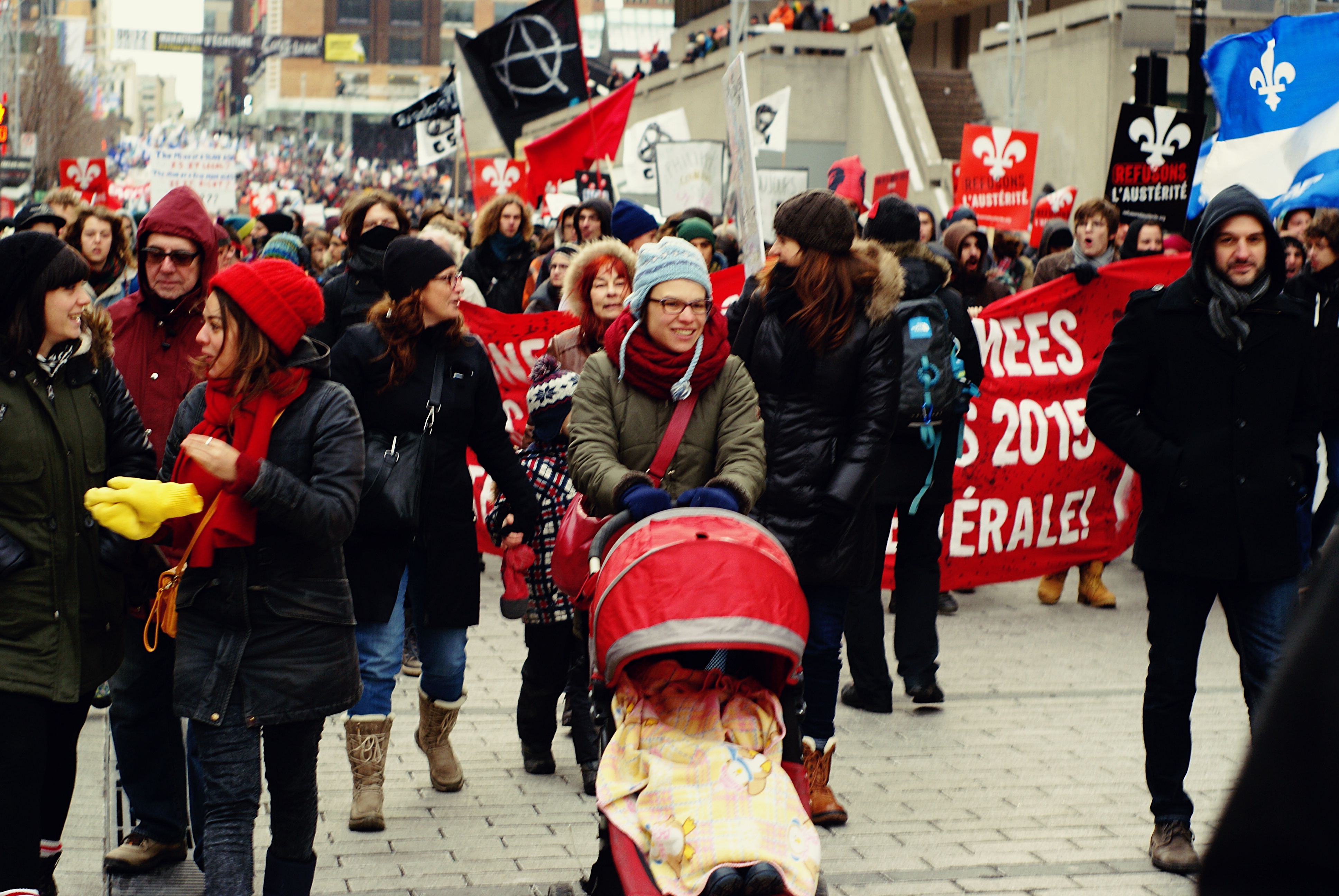
Анархисты в Квебеке

Исторически анархизм никогда не пользовался большой поддержкой в Канаде, хотя небольшие группы активистов и писателей часто существовали во многих районах, особенно в крупных городах. Кроме того, самоорганизация играла важную роль в жизни деревень во время заселения Запада (в частности, Саскачевана), поскольку государство было отдалено, и вопросы, связанные с инфраструктурой, такие как поддержание дорог, строительство мостов и школ, организация местного управления и социальной жизни, должны были решаться путем спонтанной самоорганизации. Пётр Кропоткин также организовал поселение духоборов (секта русских христиан, которые отказываются признавать государственную власть) в Саскачеване и позже в Британской Колумбии.
Media Collective — это социальная группа, существовавшая в Торонто с 1994 по 1996 год, мероприятия которой включали партизанские выступления и бесплатное веганское питание от Food Not Bombs. Одна из ее отколовшихся групп, TAO Communications («Организация анархии»), выступала против транснационального неолиберализма и взглядов Кремниевой долины на капитализм, предоставляя профсоюзные услуги связи: как логистику связи во время акций, так и отчеты о работе полиции.

## Проекты
По всей Канаде существует множество давних анархистских проектов. Сторонников прямого действия на окружающую среду и борьбу с бедностью можно найти во многих регионах и городах, наряду с группами взаимопомощи, группами солидарности с заключенными, учебными группы и кафе.
Связанные с ним предприятия включают книжный магазин Insoumise в Монреале, который в 2004 году вытеснил книжный магазин Alternative, анархистский книжный магазин, основанный в начале 1970-х годов; инфомагазин Exile в Оттаве, основанный в начале 2007 года; а также многочисленные другие книжные магазины, инфомагазины, издательства, зины и другие публикации, звукозаписывающие лейблы, радиошоу и микрорадиостанции. Канада также является родиной ряда анархистских книжных ярмарок и других фестивалей. В 2015 году анархистская книжная ярмарка в Виктории отметила свое десятилетие. В Эдмонтоне анархистская книжная ярмарка проводилась с 2002 по 2013 год включительно; она была возрождена в мае 2015 года. Подобные ярмарки проводятся в Монреале, Торонто, Виннипеге и других городах Канады.